# B'z (álbum)
B'z é o primeiro álbum da banda japonesa de hard rock homônima, lançado em 21 de setembro de 1988 pela BMG Victor. Apesar da banda ter feito sucesso com o hard rock, esse álbum difere do estilo característico da banda, possuindo muitos sintetizadores dividindo o espaço com a guitarra de Tak Matsumoto.
O álbum vendeu 338.360 cópias no total, e chegou à 47ª colocação da Oricon Albums Chart, o quê é uma posição baixa considerando que a maioria dos lançamentos de B'z chegam ao topo.

## Faixas
Todas as letras escritas por por Koshi Inaba, exceto a faixa 5 escrita por Tomoko Aran, todas as músicas compostas por por Takahiro Matsumoto, exceto a faixa 6, composta por Hiroyuki Ōtsuki.
| N.º            | Título                                                                            | Duração |  |
| 1.             | "Dakara Sono Te wo Hanashite" (だからその手を離して)                              | 3:49    |  |
| 2.             | "Half Tone Lady"                                                                  | 3:36    |  |
| 3.             | "Heart Mo Nureru Number ~Stay Tonight~" (ハートも濡れるナンバー ～stay tonight～) | 4:39    |  |
| 4.             | "Yuube no Crying ~This Is My Truth~" (ゆうべの Crying ～This is my truth～)       | 5:30    |  |
| 5.             | "Nothing To Change"                                                               | 4:37    |  |
| 6.             | "Kodoku ni Dance in Vain" (孤独に Dance in vain)                                  | 4:54    |  |
| 7.             | "It's Not a Dream"                                                                | 3:56    |  |
| 8.             | "Kimi wo Ima Dakitai" (君を今抱きたい)                                            | 4:13    |  |
| 9.             | "Fake Lips"                                                                       | 4:39    |  |
| Duração total: | Duração total:                                                                    | 39:53   |  |

## Ficha técnica
- Koshi Inaba - vocais
- Takahiro Matsumoto - guitarra